# فيتز هال
فيتز هال (بالإنجليزية: Fitz Hall)‏ (20 ديسمبر 1980 المملكة المتحدة - ) هو لاعب كرة قدم بريطاني، يلعب كمدافع.

## وصلات خارجية
فيتز هال على موقع قاعدة بيانات كرة القدم.إي يو (الإنجليزية)
- فيتز هال على موقع Soccerbase.com (لاعب) (الإنجليزية)
- فيتز هال على موقع عالم كرة القدم.نت (الإنجليزية)